# Raad van de Unie
De Raad van de Unie (Russisch: Совет Союза; Sovjet Sojoeza) of Sovjet van de Unie was een van de twee kamers van de Opperste Sovjet van de Sovjet-Unie en werd gesticht in 1924 uit het systeem van de arbeidersraden uit de tijd van de Russische Revolutie. De raad werd verkozen op basis van algemeen, gelijk en direct stemrecht door middel van geheime stemming, in overeenstemming met de principes van de Sovjet-democratie en met de regel dat er 1 afgevaardigde werd verkozen voor elke 300.000 mensen. Tot aan de glasnost en de verkiezingen van 1989 werden echter alleen communistische kandidaten toegelaten tot de verkiezingen. Vertegenwoordigers werden gekozen op basis van eenheidslijsten uit het Congres der Sovjets. Elke vijf jaar werd 20% van de Raad vervangen.
In tegenstelling tot de Raad van de Nationaliteiten vertegenwoordigde de Raad van de Unie de belangen van alle mensen uit de Sovjet-Unie, onafhankelijk van hun nationaliteit. Beide raden hadden dezelfde rechten en bevoegdheden, waaronder het recht van het initiatief tot wetgeving. De Raad van de Unie had meer macht dan de Raad van de Nationaliteiten en was het primaire instrument voor de besprekingen over de sociaal-economische ontwikkeling van de Sovjet-Unie, de rechten en plichten van de inwoners, buitenlands beleid, defensie en staatsveiligheid. De raad kwam gewoonlijk 2 maal per jaar bijeen.
De Raad van de Unie verkoos een voorzitter, die de sessies van de raad leidde, zijn vier afgevaardigden en de permanente commissies; Mandaatcommissie, Commissie voor Wetgevende Supposities, Budgetplanningscommissie, Commissie voor Buitenlandse Zaken, Commissie voor Jeugdzaken, Industriecommissie, Transport en Communicatiecommissie, Commissie voor Bouw- en Industriematerialen, Landbouwcommissie, Consumentengoederencommissie, Commissie voor Openbaar Onderwijs, Commissie voor Gezondheidszorg en Sociale Zekerheid, Wetenschaps- en Cultuurcommissie, Handelscommissie, Consumentendienst en Gemeentelijke Economiecommissie en de Milieucommissie.